# Polydesmus monticola
Polydesmus monticola ist eine Art der zu den Doppelfüßern gehörenden Bandfüßer und in den südlichen bis östlichen Alpen verbreitet.

## Merkmale
Die Körperlänge beträgt 11–20 mm. Die Art ist bräunlich gefärbt und ähnelt grundsätzlich den anderen mitteleuropäischen Polydesmus-Arten. Bei manchen Exemplaren sind manche der Seitenflügel (Paranota) aufgehellt, ein Merkmal, das man auch bei Polydesmus complanatus finden kann.

## Verbreitung und Lebensraum
Die Art ist in den Süd- und Ostalpen verbreitet. Im Südwesten reicht das Verbreitungsgebiet dabei bis in die Luganer Voralpen an der Grenze zwischen Italien (Lombardei) und der Schweiz (Kanton Tessin) und die Bergamasker Alpen am Iseosee. Auch aus Graubünden in der Schweiz und der benachbarten Provinz Sondrio in Italien ist die Art bekannt. Auch in der Provinz Belluno sind Vorkommen bekannt; die südöstlichsten dieser Art. In den Ostalpen ist die Art vor allem aus dem deutschen Landkreis Berchtesgadener Land und dem österreichischen Land Salzburg bekannt, aber auch aus Oberösterreich. Von Vorkommen in Ungarn wurde auch berichtet.
Polydesmus monticola bewohnt kalkhaltige Laub-, Nadel- und Mischwälder sowie alpine Wiesen von 300 bis 2400 m Höhe.
In Deutschland gilt die Art als sehr selten, aber ungefährdet.

## Taxonomie
Synonyme der Art lauten Polydesmus complanatus var. monticola Latzel, 1884, Polydesmus concavalatus Verhoeff, 1937, Polydesmus intermedius Attems, 1904, Polydesmus koszegensis Loksa, 1954, Polydesmus monticolus Latzel, 1884 und Polydesmus vallicolus Verhoeff, 1913. Es gibt eine akzeptierte Unterart: Polydesmus monticola vallicola Verhoeff, 1913.